# Hypodrassodes cockerelli
Hypodrassodes cockerelli är en spindelart som beskrevs av Lucien Berland 1932. Hypodrassodes cockerelli ingår i släktet Hypodrassodes och familjen plattbuksspindlar.
Artens utbredningsområde är Nya Kaledonien. Inga underarter finns listade i Catalogue of Life.